# Sabri Tabet
Pour les articles homonymes, voir Tabet.
Sabri Tabet est un footballeur international algérien, né le 17 août 1977 à Rognac. Il évolue au poste d'attaquant. Il possède aussi la nationalité française.
Il compte 2 sélections en équipe nationale en 2002.

## Biographie
Sabri Tabet joue principalement en faveur du FC Istres et du Clermont Foot.
Au total, il dispute 134 matchs en Division 2, inscrivant 18 buts dans ce championnat.
Sabri Tabet reçoit 2 sélections en équipe d'Algérie lors de l'année 2002. Il joue un match amical face à la République du Congo, et une rencontre face à la Namibie comptant pour les éliminatoires de la CAN 2004.

## Carrière
- 1996-1997 :  ES Vitrolles
- 1997-1998 :  EA Guingamp (réserve)
- 1998-2002 :  FC Istres
- 2002-2003 :  Clermont Foot
- → 2003-2004 :  ASOA Valence (prêt)
- 2004-2005 :  Clermont Foot
- 2005 :  Stade de Reims
- 2005-2006 :  Clermont Foot
- 2006-2008 :  US Créteil-Lusitanos
- 2008-2009 :  Gap FC
- 2009 :  SO Cassis Carnoux[2],[3]

## Palmarès
- International algérien (2 sélections lors de l'année 2002)